# Prastio (Kelláki)
Prastio (Kelláki) (grec moderne : Πραστειό (Κελλακίου)) est un village de Chypre de plus de 103 habitants.